# صداع نصفي صامت

الصداع النصفي الصامت (بالإنجليزية: Silent migraine)‏ أو الصداع النصفي غير الصداعي (بالإنجليزية: Acephalgic migraine)‏ أو (بالإنجليزية: Acephalalgic migraine)‏ (ويسمى أيضا الصداع النصفي المصاحب بالأورة بدون الصداع (بالإنجليزية: Migraine aura without headache)‏ والصداع النصفي غير الشقيقي (بالإنجليزية: Amigrainous migraine)‏ والصداع النصفي العصبي المعزول (بالإنجليزية: Isolated visual migraine)‏ والصداع النصفي البصري (بالإنجليزية: Optical migraine)‏) هو متلازمة عصبية ونوع غير شائع من الصداع النصفي قد يعاني فيه المريض من الأورة والعثيان ورهاب الضياء والخزل الشقي وأعراض الصداع النصفي الأخرى لكن لا يعاني المريض فيها من الصداع.
رغم أنه يستوفي صفات الصداع النصفي مع الأورة بدون صداع، فيجب تمييزه عن الصداع النصفي غير المصاحب بالصداع ولا تظهر فيه سوى أعراض الاضطراب البصري ويدعى بالصداع النصفي العيني.